# Gopura

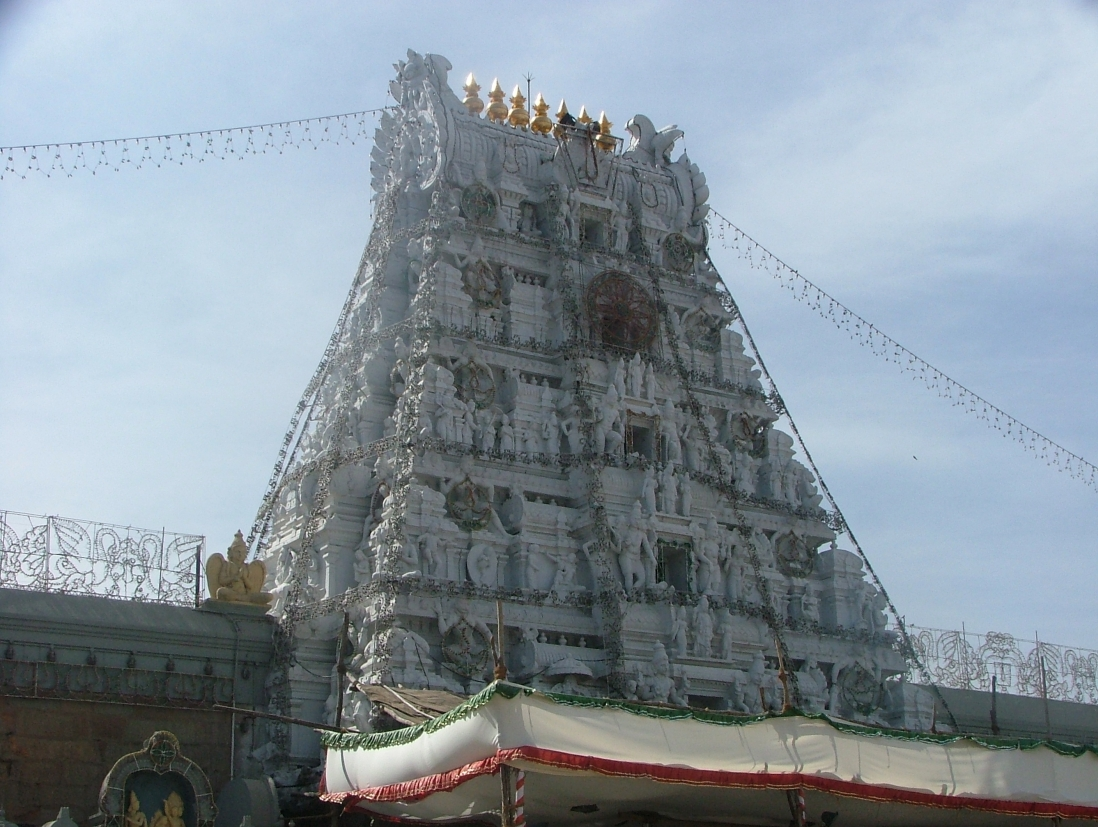
Gopura del tempio Tirumala

Un Gopura, o Gopuram, è una torre monumentale, solitamente ornata, posta all'entrata di ciascun tempio, specialmente in India meridionale. Questo tipo di elemento architettonico è tipico dei templi Koil e Indu costruiti in stile dravidico. Sulla loro cima si trova il kalasam, un puntale in pietra a forma di bulbo. Fungevano da portoni che si aprivano nelle mura che circondavano il tempio.
Le origini del gopura possono essere fatte risalire alle prime strutture dei re tamil Pallava e, a partire dal XII secolo con i re Pandya, queste porte divennero sempre più imponenti, fino ad oscurare il santuario interno come stazza. Dominarono il santuario anche come ornamenti. Spesso un tempio aveva più di un gopura.
Un koil poteva avere gopura multipli, tipicamente costruiti in vari muri attorno al santuario principale. Le mura del tempio erano solitamente quadrate, ed il muro più esterno aveva quattro gopura-vimanam, uno per lato, situati esattamente al centro. Anche il sanctum sanctorum ed il suo tetto torreggiante (il santuario centrale della divinità) vengono chiamati vimanam. In genere questi sono meno importanti dei gopura esterni, con l'eccezione di pochi templi in cui i tetti dei sanctum sanctorum sono famosi quanto il complesso stesso del tempio. Il gopuram-vimanam Ananda Nilayam del tempio Tirumala rappresenta un esempio in cui il gopura del santuario principale occupa un ruolo fondamentale nella storia e nell'identità del tempio.

## Dettagli architettonici

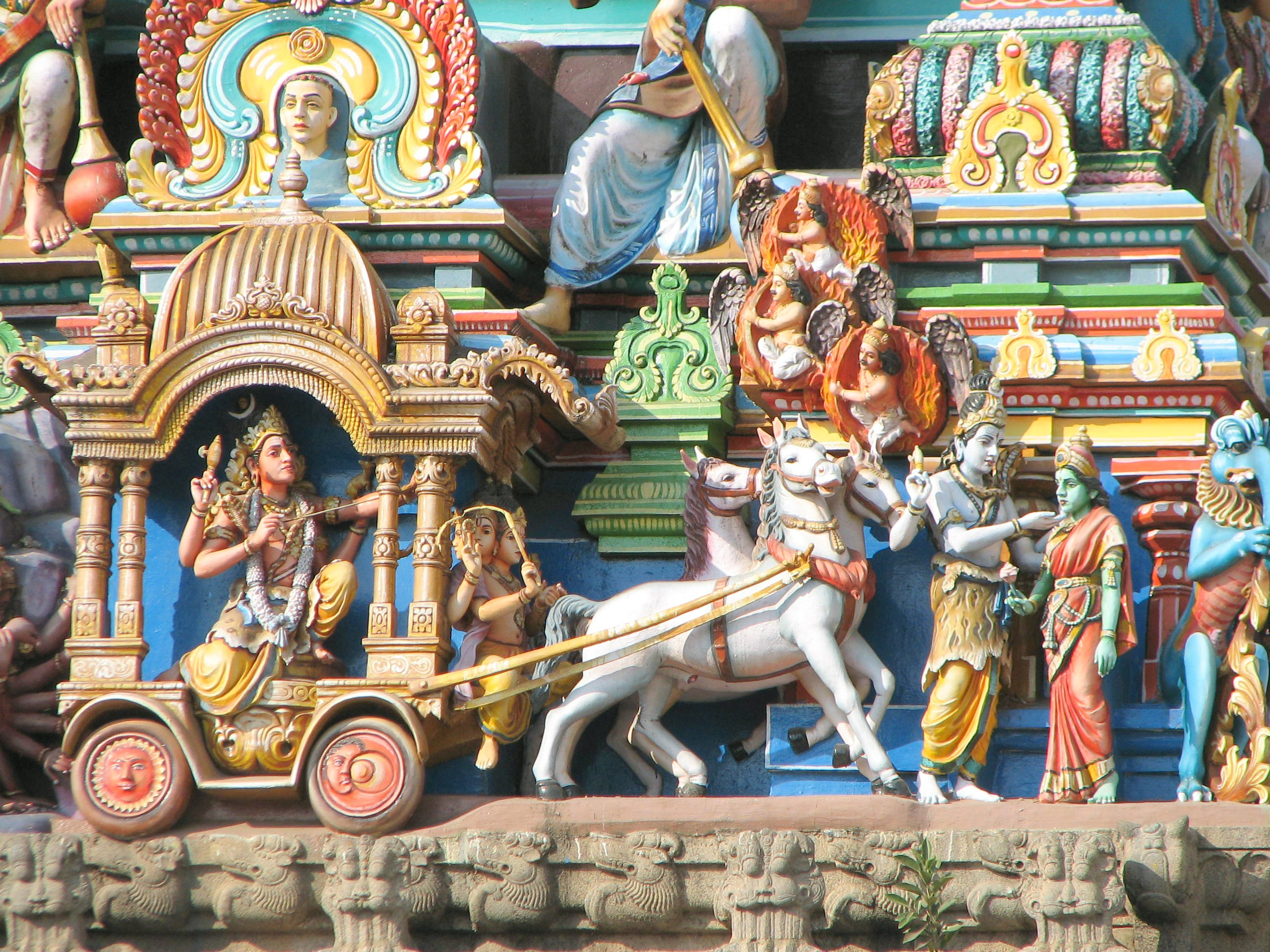
Dettaglio del gopura di Chennai

Un gopura ha solitamente una forma trapezoidale, con porte in legno al piano terra, spesso riccamente decorate. Sopra si trova un gopura affusolato, diviso in numerosi piani la dimensione diminuisce con il restringersi della torre. Solitamente la torre è sovrastata da tetto con volta a botte ed un puntale.
I gopura sono riccamente decorati con sculture, incisioni e pitture che mostrano vari temi derivati dalla mitologia indiana, ed in particolar modo associati alla divinità adorata nel tempio in cui il gopura si trova.

## Esemplari
I gopura presenti in Tamil Nadu, costruiti secoli fa, erano nodi urbani e punti focali delle città che li circondavano. Il tempio Sri Ranganathaswamy di Srirangam, nello stato Tamil Nadu, è il più grande gopura indù del mondo. Risalente al XVII secolo e noto come Rajagopuram (torre reale del tempio), sorge su una base di circa 3000 metri quadrati, ed ha un'altezza di 65 metri, divisa in undici livelli.
Il neonato (2007) gopura 'Rajagopuram' di Murudeshwara in Karnataka è alto quasi 80 metri e conta 20 piani. La sontuosa statua di 40 metri raffigurante Shiva si trova sul fondale. Anche il gopura del tempio di Sri Meenakshi a Madurai è stato costruito nel XVII secolo ed è il terzo più grande, mentre quello del tempio di Sri Andal a Srivilliputhur è il terzo come altezza in Tamil Nadu. È alto 60 metri divisi su 13 livelli. Questo gopura è il cuore del simbolo del governo di Tamil Nadu.

## Galleria d'immagini

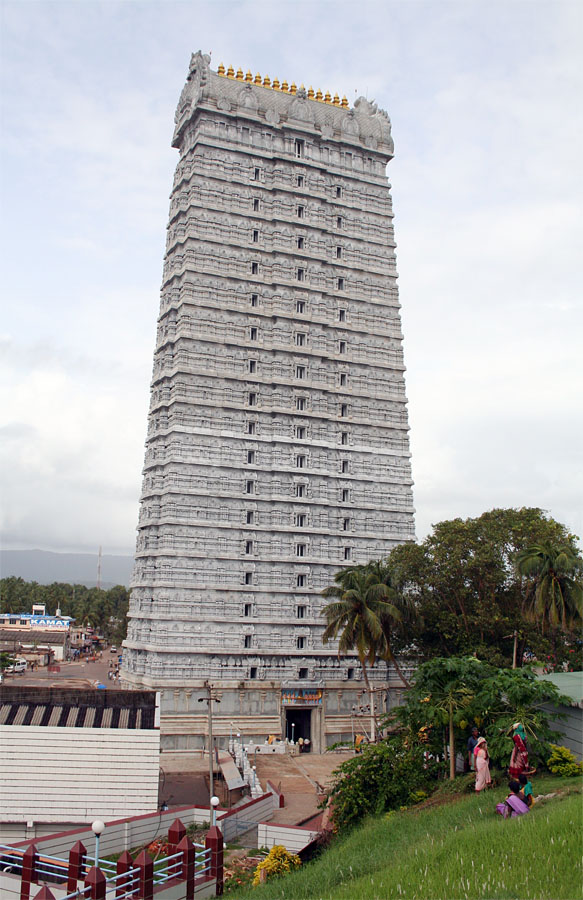
Gopura del tempio di Murdeshwar
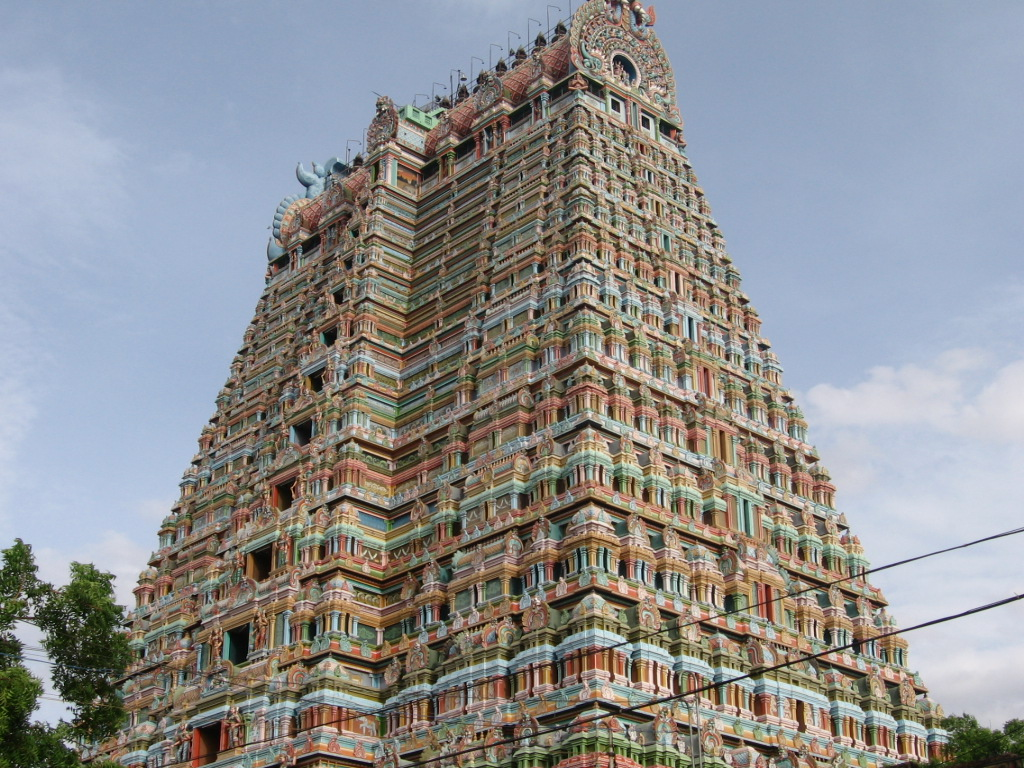
Gopura del tempio di Srirangam Ranganathaswamy
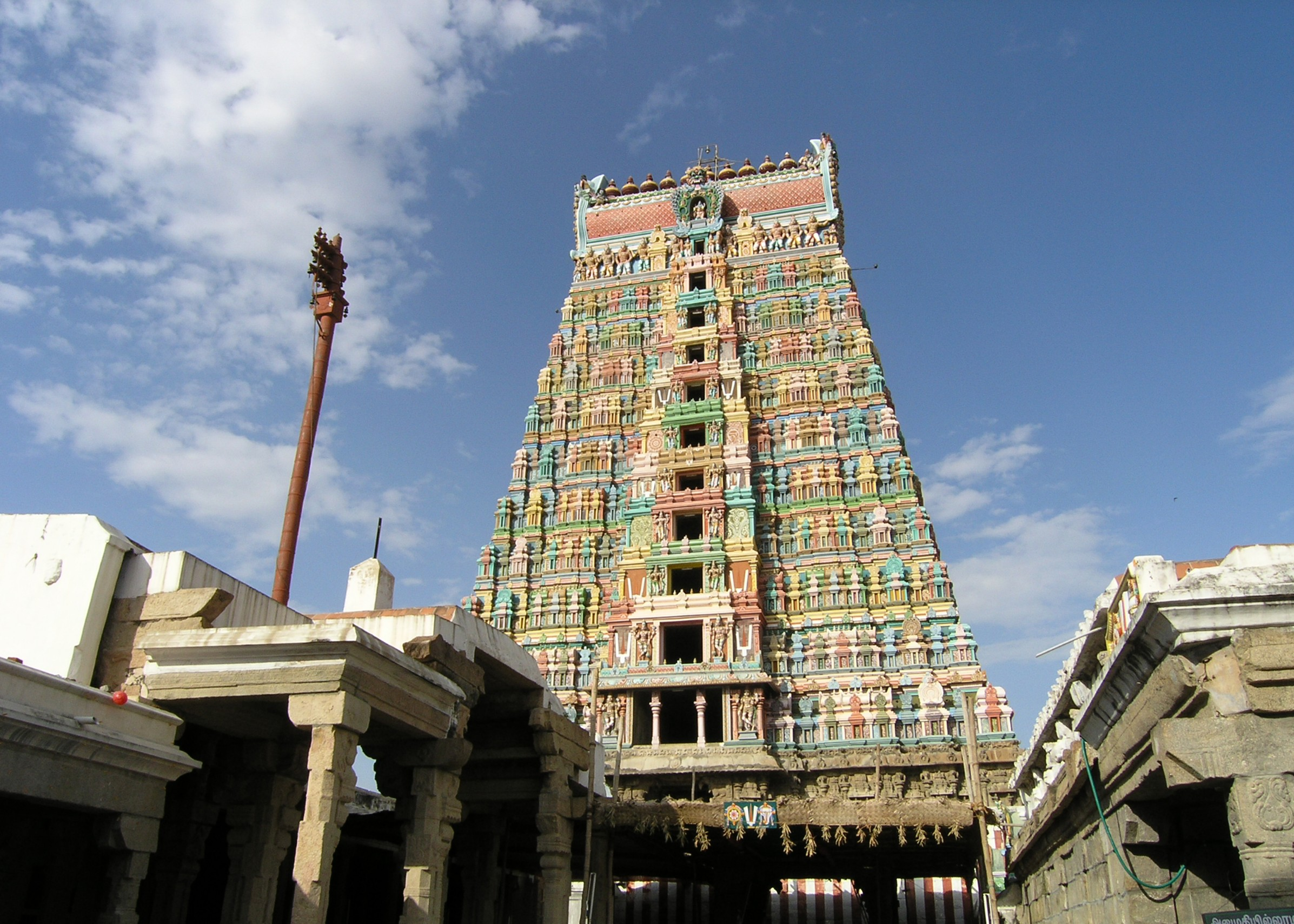
Gopura del tempio di Andal
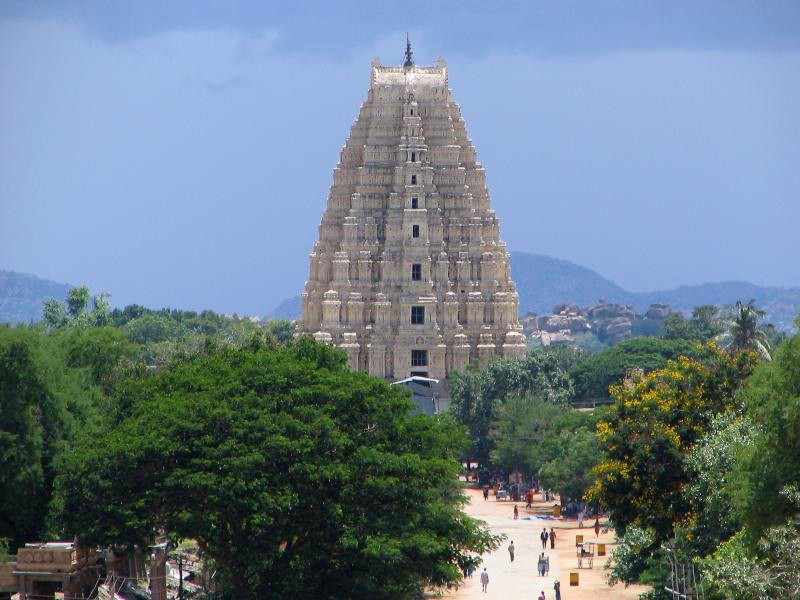
Gopura di Vijayanagar Raya
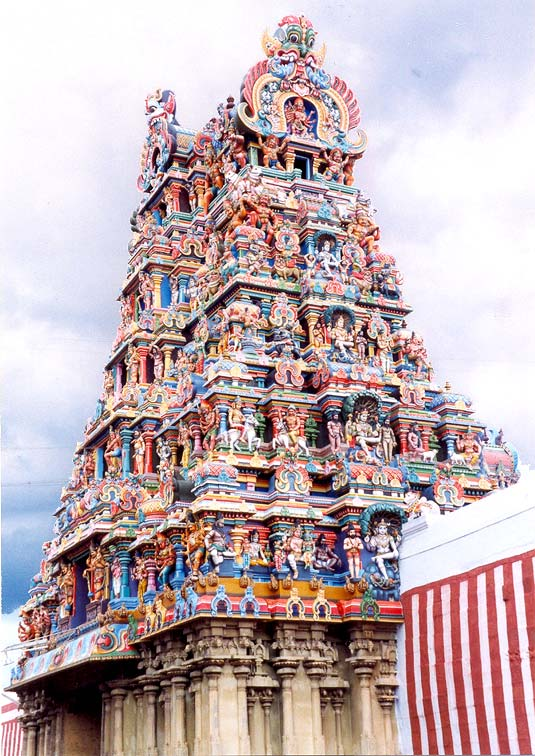
Gopura del tempio di Sri Meenakshi a Madurai